# كوماندر لوايواي
ريميديوس جوميز بارايسو، المعروفة أيضا باسم كوماندر لوايواي (1919- 15 مايو 2014) رئيسة أركان للجيش الفلبيني.

## السيرة الذاتية
ولدت لوايواي ابنة لعمدة المقاطعة. في فترة مراهقتها، كانت مهتمة بصنع الفساتين والعطور. خلال تمرد هوكبالاهاب غزت اليابان الفلبين نظم فيها والدها مقاومة ضدهم. بسبب نضاله ألقت الجيوش اليابانية القبض عليه وتعذيبه قبل أن يتم إعدامه وعرض جثته أمام العامة لتكون نذيرا لهم. صرحت لوايواي أن مقتل والدها هو الدافع وراء مغادرتها التعليم للانضمام إلى قوات العصابات لاعلان الحرب ضد اليابان. أعطت قوات حرب العصابات اسم كوماندر لوايواي، بمعنى «قائدة الفجر».

## حرب العصابات
إشتهرت لوايواي بارتدائها للملابس الرسمية ووضع أحمر الشفاة في المعركة، كان شعاراها في تلك الفترة "أنها تقاتل من أجل الحق، ومن حقها أن تبني نفسها. عملت أولا كممرضة أثناء تمرد هوكبالاهاب. كان 10% فقط من الجنود إناثا ومع ذلك تم ترقيتها إلى منصب رئيسة أركان الجيش الفلبيني.
خلال معركة كامانسي، تم إصدار أمر للقوات المسلحة الفلبينية بالانسحاب، الأمر الذي رفضته لوايواي وفريقها. قاومت مجموعة لوايواي اليابانيين على الرغم من أن عددهم تفوق بكثير.
تم أسر لوايواي مرتين، في كلتا الحالتين نجت بصعوبة من الإعدام. أثناء احتجازها الثاني، تم اتهام زوجها بالتمرد وأُعدم. واصلت لوايواي القتال حتى انتهت الحرب في 1945.

## السيرة الشخصية
بعد الحرب بدأت لوايواي في الحصول على معاشات عسكرية وأصبحت ذات شهرة صاخبة في مساهمة المرأة الفلبينية في الحرب. توفيت لوايواي في عام 2014 عن عمر يناهز 95 عامًا بعد توقف قلبها ورئتها.

## وصلات خارجية
- السيرة الذاتية لكوماندر لوايواي.
- كوماندر لوايواي قائدة القوات التي تضع أحمر شفاه.
- كوماندر لوايواي من ملكة جمال إلى بطلة.